# Pterhemia mutilatalis
Pterhemia mutilatalis là một loài bướm đêm trong họ Erebidae.